# Campionati europei di atletica leggera indoor 2025 - Staffetta 4×400 metri maschile
La gara della staffetta 4×400 metri maschile ai campionati europei di atletica leggera indoor di Apeldoorn 2025 si è svolta il 9 marzo 2025 presso l'Omnisport Apeldoorn.

## Podio
| Pos.    | Nazione                                                                    |
| ------- | -------------------------------------------------------------------------- |
| Oro     | Paesi Bassi Eugene Omalla, Nick Smidt, Isaya Klein Ikkink, Tony van Diepen |
| Argento | Spagna Markel Fernández, Manuel Guijarro, Óscar Husillos, Bernat Erta      |
| Bronzo  | Belgio Julien Watrin, Christian Iguacel, Florent Mabille, Jonathan Sacoor  |

## Record
| Record                | Record                                                                   | Record  | Record                         | Record          |
| --------------------- | ------------------------------------------------------------------------ | ------- | ------------------------------ | --------------- |
| Record mondiale       | Stati Uniti Amere Lattin, Obi Igbokwe, Jermaine Holt, Kahmari Montgomery | 3'01"51 | Clemson, Stati Uniti d'America | 9 febbraio 2019 |
| Record europeo        | Polonia Karol Zalewski, Rafał Omelko, Łukasz Krawczuk, Jakub Krzewina    | 3'01"77 | Birmingham, Regno Unito        | 4 marzo 2018    |
| Record dei campionati | Belgio Julien Watrin, Dylan Borlée, Jonathan Borlée, Kévin Borlée        | 3'02"87 | Praga, Repubblica Ceca         | 8 marzo 2015    |

## Programma
| Data    | Ora   | Turno  |
| ------- | ----- | ------ |
| 9 marzo | 18:24 | Finale |

## Risultati

### Finale[1]
| Posizione | Corsia | Nazione       | Atlete                                                               | Tempo   | Note                                     |
| --------- | ------ | ------------- | -------------------------------------------------------------------- | ------- | ---------------------------------------- |
| Oro       | 6      | Paesi Bassi   | Eugene Omalla, Nick Smidt, Isaya Klein Ikkink, Tony van Diepen       | 3'04"95 | Miglior prestazione europea stagionale   |
| Argento   | 1      | Spagna        | Markel Fernández, Manuel Guijarro, Óscar Husillos, Bernat Erta       | 3'05"18 | Record nazionale                         |
| Bronzo    | 3      | Belgio        | Julien Watrin, Christian Iguacel, Florent Mabille, Jonathan Sacoor   | 3'05"18 | Miglior prestazione personale stagionale |
| 4         | 5      | Gran Bretagna | Alex Haydock-Wilson, Efekemo Okoro, Joshua Faulds, Alastair Chalmers | 3'05"49 | Miglior prestazione personale stagionale |
| 5         | 2      | Francia       | Yann Spillmann, Predea Manounou, Felix Levasseur, Téo Andant         | 3'05"89 | Record nazionale                         |
| 6         | 4      | Rep. Ceca     | Michal Desenský, Vít Müller, Mikuláš Mutinský, Milan Scribrani       | 3'08"28 | Miglior prestazione personale stagionale |